# Cremastus scabrosus
Cremastus scabrosus är en stekelart som beskrevs av Dasch 1979. Cremastus scabrosus ingår i släktet Cremastus och familjen brokparasitsteklar. Inga underarter finns listade i Catalogue of Life.